# Ulrich Gensch
Ulrich Gensch (* 1944) ist ein deutscher Physiker. Schwerpunkte seiner wissenschaftlichen Arbeit sind die Experimentelle Teilchenphysik, die Detektorenentwicklung und die Beschleunigerphysik.

## Werdegang
Gensch studierte von 1963 bis 1968 Physik an der Humboldt-Universität zu Berlin und schloss mit Diplom ab. 1972 folgte die Promotion und 1982 die Habilitation. Er war von 1972 bis 1991 wissenschaftlicher Mitarbeiter am Institut für Hochenergiephysik (IfH) der Akademie der Wissenschaften und dort Leiter verschiedener experimenteller Projektgruppen. Forschungsaufenthalte führten ihn an das CERN, das CNRS und das Kernforschungszentrum JINR.
Nach Übergang des IfH in das Forschungszentrum DESY war er von 1992 bis 1995 Leiter des Technischen Bereichs, von 1995 bis 1998 Bereichsleiter für die Zentralen Technischen Dienste. Von 1998 bis 2012 war er Leitender Wissenschaftler und Vertreter des DESY-Direktoriums am Standort Zeuthen.

## Ehrungen
- 2011: Verdienstkreuz 1. Klasse der Bundesrepublik Deutschland